# انگومی
انگومی
شهر انگومی (به یونانی: Έγκωμη) در ناحیه نیکوزیا در کشور قبرس واقع شده‌است. جمعیت این شهر ۱۳٫۸۶۷ نفر است.